# Makueni
Makueni är ett av Kenyas 71 administrativa distrikt, och ligger i provinsen Östprovinsen. År 1999 hade distriktet 771 545 invånare. Huvudorten är Wote.